# Mild stiftelse
Milde stiftelser i Danmark-Norge, i Sverige også fromme stiftelser (latin: pia corpora) er en fondskonstruktion. Oprindelig benyttedes præfikset "mild" for at adskille disse stiftelser fra tilsvarende statslige institutioner. Sådanne institutioner omtales allerede i middelalderen. De blev oprettet og finansieret af privatpersoner med mange forskellige formål, som var nedfældet i stiftelsens fundats. Der kunne være tale om "at sikre nødvendigt livsgrundlag", at sikre hospitalsfaciliteter for personer, der ikke kunne klare sig selv, eller at være opholdssted for mentalt handikappede personer. I middelalderen var det typisk kirken der stod for forvaltningen og finansieringen af disse stiftelser. En del klostre, fx Vemmetofte fra 1735 var milde stiftelser. Senere blev de underkastet statslig kontrol og i 1800-tallet strammedes og udvidedes denne, således at bestyrelsen blev udpeget af justitsministeriet.
Milde stiftelser havde status som juridiske personer.

## Baggrund
Der har altid eksisteret mennesker, som af den ene eller anden grund ikke var i stand til at klare og opretholde tilværelsen selv.[kilde mangler] Det kunne være midlertidigt eller vedvarende syge og mentalt syge men også fx ældre mennesker og efterladte enker. For sådanne personer var der intet andet håb end hjælp fra anden side.[kilde mangler]
I oldnordisk opfattelse blev ansvaret for fattige mennesker anset som deres slægtninges ansvar. Danske og svenske landskabslove pålagde slægtninge at tage vare på dem, der ikke kunne tage vare på sig selv. I svealovene blev det udtrykkeligt pålagt børn at forsørge deres ældre og sygdomsramte forældre, og dette blev senere fastholdt i en landslov. I norsk og islandsk lov blev der udviklet et system, hvorefter ansvaret skulle fordeles efter samme retningslinjer som fordeling af arv. Fx skulle en bonde i armod lade ⅔ af børnene overdrage til pleje hos sine nærmeste arvinger og ⅓ til hustruens arvinger. Hvis de pågældende ikke var i stand til at løfte denne ekstra byrde, gik ansvaret videre til andre i slægten.

## Middelalderen
Med kristendommens indførelse blev dette ansvar i nogen grad overtaget af kirken, idet en del af tienden samt andre kirkelige indtægter udtrykkeligt skulle forbeholdes hjælp til fattige. Men det blev især klostrene, som kom til at påtage sig socialt arbejde. I Norden virkede således johanniterordenen og helligåndsordenen indenfor hjælp til syge og fattige, og der blev oprettet institutioner, hospitaler, som udtrykkeligt havde til formål at tage sig af fattige syge. Mest kendt blandt sådanne tidlige milde stiftelser er Sankt Jørgensgårdene, der tog sig af spedalske, og helligåndshuse, der tog sig af fattige i almindelighed.
I Danmark blev der oprettet omkring 30 sådanne helligåndshuse, også kendt som duebrødrehuse. Det ældste kendte lå i Roskilde, der kendes fra 1253, da biskop Jakob Erlandsen flyttede det ind til byen og gav det en ny fundats. Andre tidlige helligåndshuse lå i Lund (omtalt første gang 1269), Ribe (omkring 1280), Assens (1295) og København (1296). Ikke mindst i 1400-tallet var aktiviteten indenfor dette område stor, og der oprettedes 6 helligåndsklostre i løbet af 50 år.

## Renæssance og ældre enevælde
Ved reformationen blev klostrene nedlagte, og ansvaret for hjælpen til fattige og andre svage overgik formelt til staten. Christian III lod en del af det konfiskerede kirkegods udlægge til hospitaler for fattiges underhold, men almisser spillede en dominerende rolle i fattigforsørgelsen. Samtidig anlagdes det synspunkt, at det kun var "værdigt trængende", der skulle have hjælp, mens andre skulle hjælpes ved tvangsarbejde. Tiggeri, som også tidligere havde udgjort et problem, voksede efter reformationen, og statens reaktion var ved recesser at forbyde arbejdsdygtige at tigge og regulere overtrædelser ved straf i form af pisk ved byens kag og forvisning; værdigt trængende skulle udstyres med tiggertegn, der viste, at vedkommende havde ret til at tigge i herredet. Også folk, der blev ramt af brand eller af skibbrud, kunne få udstedt et brev, der gav dem ret til tiggeri i et år. Tiggere uden tiggertegn blev betragtede som "løsgængere". "Stodderkonger" skulle tilse, at ulovligt tiggeri ikke forekom.
Frem til reformationen fandtes kun et privat hospital, oprettet omkring 1516 i København af Claus Jensen Denne, men hospitalet formåede ikke at overleve. Andre hospitaler blev nærmest drevet som en forretning særlig rettet imod dem, der havde råd til at betale for pleje. I 1540-erne og 1550-erne blev der gennemført reorganiseringer af hospitalerne, men deres drift var i vid udstrækning privat støttet, og deres kapacitet var helt utilstrækkelig i forhold til behovet.
Følgen var, at der udviklede sig en underklasse i form af et omvandrende proletariet. Kirkebogssstudier har vist, at dette omfattede 6-15% af de begravede i en række landsogne på Sjælland, mens andelen er opgjort til 3% i Fyn-Jylland.
I 1675 oprettede fru Abel Cathrine von der Wisch Abel Cathrines Boder eller Hospital i København som stiftelse for 6 fattige sengeliggende. Finansieringen blev sikret ved jordegods med en værdi på 402 tønder hartkorn ved Ålborg, som hun skænkede til dette formål. Jorderne blev solgt i 1724, men institutionen overlevede og blev udvidet i 1726 og 1742 således, at der efterhånden blev plads til 24 syge og fattige kvinder, hver med et værelse, et kammer, et køkken og 1 rigsdaler i ugentlig understøttelse.
Kun langsomt blev der rettet op på situationen. I løbet af 1700-tallet lod adskillige godser oprette "hospitaler" med 2-4 rum beregnet for gamle og/eller svage godsbeboere. Finansieringen blev klaret ved oprettelse af et legat.

## 1700-tallet og 1800-tallet
Først i løbet af 1700-tallet skete der mere omfattende private tiltag for at afhjælpe situationen, og der blev oprettet en lang række foreninger og stiftelser for at hjælpe fattige, enker, ugifte jomfruer og andre. Af sådanne foreninger mm fra slutningen af 1700-tallet kan nævnes:

Petri Kirkes og Thymes Pleiehuus i København oprettet i 1720 af Madam Lengersen, som finansierede opførelsen af en bygning for 19 fruentimmere, med fri bolig og 3 mark 8 skilling om ugen i understøttelse

Budolphi Kloster eller hospital i København oprettet i 1725 ved testamente som fribolig for 8 "enker eller ugifte fruentimmer, helst af Borgerskabet i København", hvoraf 6 fik rådighed over 3 værelser og køkken samt adgang til have, 1 fik 2 værelser og 1 fik 1 værelse, af en student ved navn Budolph, som til formålet skænkede et hus og 4.000 rigsdaler

Det Harboske Enkefruekloster i København oprettet ved fundats af 23. november 1735 af geheimerådinde Harbo (født baronesse Fiuren) som stiftelse for 12 enkefruer, hver med to værelser og køkken i stiftelsens gård og 160 rigsdaler i årlig understøttelse.

Brødrene Petersens Jomfrukloster i København oprettet ved fundats af 30. december 1775 som bolig for 1 priorinde og 13 klosterjomfruer over 35 år, der var døtre af kræmmere, købmænd eller gejstlige, og hver med rådighed over 2 værelser og køkken.

Disse og en lang række flere stiftelser blev oprettede fortrinsvis i København og fortrinsvis rettede mod hjælp til kvinder, det være sig enker eller ugifte.
Foruden sådanne institutioner blev oprettet en lang række velgørende selskaber fx Det søsterlige Velgjørenheds Selskab, oprettet i 1790, Selskabet til Understøttelse af ugifte Fruentimmer, hvis Kaar ikke svare til deres Opdragelse, oprettet 1793, Det qvindelige Velgjørenheds Selskab, oprettet i 1815, Det forenede Velgjørenheds Selskab, oprettet i 1831, Foreningen af Aaret 1843 til Forsorg for confirmerede Piger, Bespiisningscomiteen paa Christianshavn, oprettet i 1846, Selskabet for qvindelige Tyendes Vel, oprettet i 1847 med flere samt en række legater med det formål at understøtte værdigt trængende. Hele denne velgørenhedsvirksomhed fandt sted sideløbende med den hjælp, som blev stillet til rådighed fra offentlige myndigheders side.